# Sauberg (Liesing)
Der Sauberg ist ein 259 m hoher Berg im 23. Wiener Gemeindebezirk Liesing. Er ist nicht mit dem alten Namen des Kahlenbergs zu verwechseln.

## Geographie
Der Sauberg ist der südlichste einer Kette von Hügeln im Osten des Bezirksteils Mauer, über welche die am Rosenhügel endende I. Wiener Hochquellenwasserleitung verläuft und die zur geologischen Stufe des Sarmatiums gezählt wird. Im Norden wird das früher vom Knotzenbach durchflossene Tal zwischen Sauberg und Steinberg durch den Aquädukt Mauer überbrückt, Richtung Süden das Tal über den Liesingbach durch den Aquädukt Liesing. 
Der Südhang des Saubergs, der von diesem noch durch ein kleines Tälchen entlang der Anton-Krieger-Gasse sowie einen flachen Sattel (bei Johann-Teufel-Gasse 54–56) getrennt wird, gehört zum Bezirksteil Liesing und trägt den Namen Hadersbergen. Ein alter Flurname rund um den Gipfel lautet Haiden (danach wurde bis 1957 die heutige Zeidlergasse benannt), während im Franziszeischen Kataster die Flur Sauberg noch im Bereich zwischen der heutigen Schwarzwaldgasse und der Anton-Krieger-Gasse verortet ist. Im Westen geht der Sauberg über die Fluren Brennen und Liebeggen in den rund 60 m höheren Georgenberg über.

## Wichtige Bauwerke
Der Sauberg ist durch eine lockere Verbauung mit Villen und Wohnhausanlagen geprägt. Neben den bereits genannten Aquädukten ist das Schulzentrum Anton-Krieger-Gasse ein markantes Bauwerk am Sauberg. Es wurde 1974 nach Plänen des Architekten Ferdinand Riedl erbaut. Im Südosten des Saubergs befindet sich der Art-déco-Bau der Johanneskirche und in der Talsohle zum Steinberg steht die neugotische Erlöserkirche. Insbesondere in der Anton-Krieger-Gasse sind Villen aus der Zwischenkriegszeit erhalten. Unter deren Architekten sind Hans Hornek, Leopold Schumm, Anton Waldhauser und Julius Zagler zu nennen.
Am Osthang des Sauberges bei der Rudolf-Zeller-Gasse verläuft unterirdisch die Trasse einer ehemaligen römischen Wasserleitung zum Legionslager Vindobona. Ein Stück dieser Leitung wurde an der Kreuzung der Rudolf-Zeller-Gasse mit der Anton-Krieger-Gasse gefunden.